# Octavio Antonio Beras Rojas
Octavio Antonio Beras Rojas (16 de novembro de 1906 - 1 de dezembro de 1990) foi um cardeal dominicano da Igreja Católica Romana. Ele serviu como arcebispo de Santo Domingo de 1961 a 1981, e foi elevado ao cardinalato em 1976.

## Biografia
Octavio Beras Rojas nasceu em Santa Lucía, na província de El Seibo, como o mais velho dos três filhos de Octavio Beras Zorrilla, congressista e governador de El Seibo, e Teresa Rojas Santana, bisneta de Ramon Santana, irmão gêmeo de Pedro Santana. Recebeu a primeira comunhão do Arcebispo Adolfo Alejandro Nouel e estudou no Seminário de Santo Tomás de Aquino, em Santo Domingo, de 1923 a 1926. Foi então enviado a Roma, onde estudou na Pontifícia Universidade Gregoriana, residindo no Pontifício Collegio Pio Latino Americano. Porém, precisou retornar ao seminário de Santo Domingo por motivos de saúde.
Beras foi ordenado ao sacerdócio em 13 de agosto de 1933, na Catedral de Santa María la Menor, pelo arcebispo Giuseppe Fietta, núncio apostólico na República Dominicana. Exerceu trabalho pastoral em Santiago de los Caballeros até 1935. Transferido para Santo Domingo, de 1935 a 1945, serviu sucessivamente como secretário-geral da arquidiocese; diretor do boletim eclesiástico e semanário Verdad Católica e da estação de rádio; presidente do tribunal eclesiástico; e organizador do sínodo arquidiocesano. Ele também fundou a Federação da Juventude Católica, e foi nomeado um cânone honorário do capítulo metropolitano, pró-vigário geral e pároco da catedral metropolitana.
Em 2 de maio de 1945, Beras foi nomeado Arcebispo Coadjutor de Santo Domingo e Arcebispo Titular de Euchaitae pelo Papa Pio XII. Recebeu sua consagração episcopal no 12 de agosto seguinte de Manuel Arteaga y Betancourt, Arcebispo de San Cristóbal de la Habana, na Catedral de Santo Domingo, com Enrique Pérez Serantes, bispo de Camagüey, e Aloysius Willinger, CSSR, Bispo de Ponce, servindo como co-consagradores. Administrador Apostólico de Santiago de los Caballeros, de 14 de março de 1954 a 24 de novembro de 1956. Beras atuou como secretário-geral da primeira conferência da Conferência Episcopal Latino-Americana (1955), no Rio de Janeiro.
Sucedeu o falecido Ricardo Pittini Piussi, SDB, como arcebispo de Santo Domingo e Primaz das Índias, em 10 de dezembro de 1961. Beras foi nomeado vigário militar para a República Dominicana em 8 de dezembro de 1962 e foi membro do comitê central do Concílio Vaticano II. Em 1965, também foi eleito presidente da Conferência Episcopal da República Dominicana. Também participou das Assembleias Ordinárias do Sínodo dos Bispos, na Cidade do Vaticano (1967; 1969; 1971; 1974; 1977).
O Papa Paulo VI criou-o cardeal-presbítero de S. Sisto no consistório de 24 de maio de 1976. Beras, o primeiro cardeal da República Dominicana, foi um dos cardeais eleitores que participaram dos conclaves de agosto e outubro de 1978, que selecionaram João Paulo I e João Paulo II respectivamente. Em 1979, participou da Terceira Conferência Geral do Episcopado Latino-Americano em Puebla e da Primeira Assembleia Plenária do Colégio Cardinalício. Beras renunciou ao posto de arcebispo em 15 de novembro de 1981 e ao vicariato militar em 4 de abril do ano seguinte. Perdeu o direito de participar de qualquer conclave ao atingir a idade de oitenta anos, em 1986.
O Cardeal Beras morreu em Santo Domingo, aos 84 anos, de complicações pulmonares. Ele está enterrado na catedral primacial e metropolitana da mesma, a Catedral de Santa María la Menor.